# 46669 Wangyongzhi
46669 Wangyongzhi este un asteroid din centura principală de asteroizi.

## Descriere
46669 Wangyongzhi este un asteroid din centura principală de asteroizi. A fost descoperit pe 6 iunie 1996 la Xinglong în cadrul programului Beijing Schmidt CCD Asteroid Program. Asteroidul prezintă o orbită caracterizată de o semiaxă mare de 3,04 ua, o excentricitate de 0,11 și o înclinație de 13,1° în raport cu ecliptica.